# La Serna
La Serna é um município da Espanha na província de Palência, comunidade autónoma de Castela e Leão, de área 12,30 km² com população de 119 habitantes (2007) e densidade populacional de 9,50 hab/km².

## Demografia
| Variação demográfica do município entre 1991 e 2004 | Variação demográfica do município entre 1991 e 2004 | Variação demográfica do município entre 1991 e 2004 | Variação demográfica do município entre 1991 e 2004 |
| --------------------------------------------------- | --------------------------------------------------- | --------------------------------------------------- | --------------------------------------------------- |
| 1991                                                | 1996                                                | 2001                                                | 2004                                                |
| 147                                                 | 135                                                 | 128                                                 | 116                                                 |